# Charles Kimbrough
Charles Kimbrough (Saint Paul (Minnesota), 23 mei 1936 – Culver City (Californië), 11 januari 2023) was een Amerikaans acteur. Hij werd in 1990 genomineerd voor een Primetime Emmy Award voor zijn bijrol als nieuwslezer Jim Dial in de komedieserie Murphy Brown. Samen met de hele cast daarvan werd hij in 1995 ook genomineerd voor een Screen Actors Guild Award. Kimbrough maakte in 1976 zijn filmdebuut als een niet bij naam genoemde politiek adviseur in de tragikomedie The Front. Hij genoot toen al enige bekendheid als toneelacteur op Broadway, waar hij in 1971 genomineerd werd voor een Tony Award voor zijn bijrol als Harry in de musical Company.
Kimbrough stierf op 86-jarige leeftijd.

## Filmografie
*Exclusief 5 televisiefilms
- Marci X (2003)
- The Hunchback of Notre Dame II (2002)
- Recess: School's Out (2001)
- The Wedding Planner (2001)
- The Land Before Time VII: The Stone of Cold Fire (2000, stem)
- Buzz Lightyear of Star Command: The Adventure Begins (2000, stem)
- De Klokkenluider van de Notre Dame (1996, stem)
- The Good Mother (1988)
- Switching Channels (1988)
- It's My Turn (1980)
- Starting Over (1979)
- The Seduction of Joe Tynan (1979)
- The Sentinel (1977)
- The Front (1976)

## Televisieseries
*Exclusief eenmalige gastrollen
- Murphy Brown - Jim Dial (188-1998, 123 afleveringen)
- American Playhouse - Verschillende (1984-1986, twee afleveringen)
- Great Performances - Verschillende (1975-1983, drie afleveringen)
- Kojak - Greg Burton (1976, twee afleveringen)

## Privé
Kimbrough trouwde in 2002 met actrice Beth Howland, zijn tweede echtgenote. Met zijn eerste echtgenote Mary Jane kreeg hij eerder al zoon John Kimbrough, die uitgroeide tot zanger-gitarist van de rockband Walt Mink (1989-1997) en daarna als componist betrokken was bij het maken van verschillende films, televisieseries en documentaires.
- Gemeinsame Normdatei: 13921982X
- International Standard Name Identifier: 0000 0000 4984 8943
- Library of Congress Control Number: nr98009375
- MusicBrainz: 2e1c4f01-0591-4c82-acc2-e26dc8304179
- Nationale Bibliotheek van Israël: 987007347026605171
- Virtual International Authority File: 66380024
- WorldCat: E39PBJtrQgYHmhRWk99xK6kVYP